# Anatrichis
Anatrichis is een geslacht van kevers uit de familie van de loopkevers (Carabidae). De wetenschappelijke naam van het geslacht is voor het eerst geldig gepubliceerd in 1853 door LeConte.

## Soorten
Het geslacht Anatrichis omvat de volgende soorten:
- Anatrichis australasiae Chaudoir, 1882
- Anatrichis indica Chaudoir, 1882
- Anatrichis lilliputana (Macleay, 1888)
- Anatrichis longula Bates, 1882
- Anatrichis minuta Dejean, 1831
- Anatrichis nigra Jedlicka, 1936
- Anatrichis oblonga G.Horn, 1891
- Anatrichis ogawarai Ueno,
- Anatrichis pedinoides Chaudoir, 1882
- Anatrichis pusilla Sloane, 1910
- Anatrichis sexstriata Sloane, 1900